# The Trials of Van Occupanther
The Trials of Van Occupanther är det amerikanska indiebandet Midlakes andra album, utgivet 25 juli 2006.

## Låtlista
1. "Roscoe"  – 4:49
2. "Bandits"  – 4:04
3. "Head Home"  – 5:45
4. "Van Occupanther" – 3:15
5. "Young Bride" – 4:56
6. "Branches" – 5:02
7. "In This Camp" – 5:46
8. "We Gathered in Spring" – 3:33
9. "It Covers the Hillsides" – 3:14
10. "Chasing After Deer" – 2:42
11. "You Never Arrived" – 1:45